# 史华慈
班傑明·史华慈（英語：Benjamin I. Schwartz，1916年12月12日—1999年11月14日）是美国学者、作家以及汉学家。

## 生平
史华慈1916年出生在马萨诸塞州波士顿东部的一个犹太人家庭。1938年从哈佛大学现代语言系本科毕业，正值第二次世界大战中白热化时期，选择驻扎在华盛顿地区美国通信兵情报部门工作，学习日文帮助美军破解代码。1945年日本投降后，远赴日本组织新闻审查工作。1946年服兵役结束，回到哈佛大学，师从费正清，完成博士论文《中国的共产主义与毛泽东的崛起》，次年出版成书，截止目前被1546家图书馆收藏。。毕业后留校任教，担任哈佛大学历史系和政治系助理教授，1983-1984年担任哈佛大学费正清中国研究中心所长。
史华慈擅长近代中国思想和政治领域，之后出版了多本脍炙人口的学术著作，与费正清一起被认为是当代美国两位最著名的汉学家。1988年退休后仍笔耕不缀，1999年在美国哈佛大学自己家中逝世。

## 著作

### 英文著作
- Chinese Communism and the Rise of Mao  (Cambridge: Cambridge University Press, 1951).
- . Cambridge, Mass.: Harvard University Press. 1964. ISBN 9780674446526.; Harvard University Press, 2009, ISBN 9780674043329
- Communism and China: Ideology in Flux (Cambridge, Mass.: Harvard University Press, 1968).
- . Cambridge, Mass.: Harvard University Press. 1985. ISBN 9780674961913.; Harvard University Press, 2009, ISBN 9780674043312
- The secret speeches of Chairman Mao : from the hundred flowers to the great leap forward by Zedong Mao (1989)
- Reflections on the May Fourth movement: a symposium, East Asian Research Center, Harvard University, 1972.
- China's Cultural Values, Center for Asian Studies, Arizona State University, 1985
- . Cambridge, Mass.: Harvard University Press. 1996. ISBN 9780674118621.

### 中译著作
- 论中国古代思想 
  - 史华慈：《关于中国思想史的若干初步考察》，（”The Intellectual History of China：Preliminary Reflections”,载Chinese Thought and Institutions,ed.Jhon King Fairbank,1975,16-20）张永堂译，载《中国思想与制度论集》，台北联经出版公司1976年
  - 史华慈：《研究中国思想史的一些方法问题》，载《近代中国史研究通讯》，台北1987年
  - 史华慈：《中国政治思想的深层结构》，载《中国历史转型时期的知识分子》，台北联经出版公司1992年
  - 史华慈：《论中国思想中不存在化约主义》（“On the absence of reductionism in Chinese thought”,in B•Schwartz，China and other matters.Cambridge,Mass.:Harvard University Press,1996），张宝慧译，《开放时代》2001年5月号
  - 史华慈：《论中国的法律观》（1947），（英文原文载密尔顿•柯兹编：《法律下的政府和个人》，后又收入《根本不同文化中的法律》<1983>一书中）髙鸿钧译，载张中秋编：《中国法律形象的一面：外国人眼中的中国法》，法律出版社2002年
  - 史华慈：《儒家思想中的几个极点》(“Some polarities in Confucian thought”，in David S Nivison and Arthur F Wright,eds. Confucianism in action,50-62.Stanford University Press,1959)，吴艳红译、何兆武校，载田浩编：《宋代思想史论》，社科文献出版社2003年
  - 史华慈：《孔子的宗教层面和“命”的概念》，（选译自B•Schwartz，The World of Thought in Ancient China. Cambridge,Mass.:Harvard University Press,1985。第二章一节）林同奇译，载《世纪之交的宗教与宗教学研究》，湖北人民出版社2000年
  - 史华慈：《古代中国的思想世界》程钢译，江苏人民出版社，2004年

- 论中西现代思想
  - 史华慈：《论五四前后的文化保守主义》，(“Notes on Conservatism in General and in China in Particular”,载Charlotte Furth,ed. The limits of change:essays on conservative alternatives in Republican China. Cambridge,Mass.:Harvard University Press,1976),韩华、张克文中译，髙力克校，载王跃、髙力克编：《五四：文化的阐释与评价——西方学者论五四》，山西人民出版社1989年
  - 史华慈：《<五四运动的反省>导言》，（选自B•Schwartz，ed.Reflections on the May Fourth movement:a symposium. Cambridge,Mass.:Harvard East Asian Monographs,1972），髙力克中译，载王跃、髙力克编：《五四：文化的阐释与评价——西方学者论五四》，山西人民出版社1989年。此文另有台湾译文，译为《五四的回顾——五四运动五十周年讨论导言》，周阳山节译、林毓生校订，载周阳山编：《五四与中国》，台北时报文化出版公司1979年
  - 史华慈：《卢梭在当代世界的回响》，（谈火生译自Benjamin I. Schwartz, The Rousseau Strain in the Contemporary World, in China and Ot her Matters, Harvard University Press, 1996）
  - 史华慈：《中国与当今千禧年主义——太阳底下的一椿新鲜事》，林同奇、刘唐芬译、林毓生校订，载郑培凯主编：《九州学林》2003年冬季号，复旦大学出版社、香港城市大学中国文化中心，亦载《世界汉学》2003年第2期。
  - 史华慈：《全球主义意识形态与比较文化研究》，(“The Ideology of Globalism and the Study of Comparative Culture”)，载香港《二十一世纪》杂志1999年2月号
  - 史华慈：《近代中国思想人物论：自由主义》，殷海光译，台湾时报文化出版公司，1980年
  - 史华慈：《寻求富强：严复与西方》，叶凤美译，江苏人民出版社，1990年
  - 史华慈：《思想的跨度与张力：中国思想史论集》，王中江编，中州古籍出版社，2009年

- 论中国政治
  - 史华慈：《中国的共产主义与毛泽东的崛起》，陈玮译，中国人民大学出版社，2006年
  - 史华慈：《毛泽东思想的形成》，（高铁军摘译自迪克•威尔逊主编：《从历史衡量毛泽东》，英国剑桥大学出版社1977年版第一章），载萧延中主编：《外国学者评毛泽东》第1卷《在历史的天平上》，中国工人出版社1997年
  - 史华慈：《德性的统治：文化大革命中领袖与党的宏观透视》，(“The Reign of Virtue：Some Broad Perspectives on Leader and Party in the Cultural Revolution”from The China Quarterly,July-September 1968,No.35.),收入B•Schwartz,China and other matters(Cambridge,Mass.:Harvard University Press,1996)，萧延中中译
  - 史华慈：《“毛主义”传说的传说》，（刘玉昕译自The China Quarterly，1960，No.2）载《外国学者评毛泽东》第4卷《“传说”的传说》，中国工人出版社1997年
  - 史华慈：《再谈马克思主义的精华：一个答复》，载《外国学者评毛泽东》第4卷，中国工人出版社1997年。（英文原文及出处暂缺）
  - 史华慈：《“毛主义”的传说或“传说的传说”——魏特夫和史华慈的结束语以及亨利克•夏德马对双方的评论》，(刘玉昕译自The China Quarterly，1960，No.3)，载《外国学者评毛泽东》第4卷，中国工人出版社1997年

- 对话与访谈 
  - 史华慈、中岛岭雄：《美日学者对谈录——关于毛泽东思想起源问题的讨论》，（张惠才译自《中国在重建文明》，日本筑摩书房1983年），载《外国学者评毛泽东》第2卷，中国工人出版社1997年
  - 刘梦溪：《现代性与跨文化沟通：史华慈教授访谈录》，《世界汉学》2002年第2期
  - 《史华慈、林毓生对话录——一些关于中国近代和现代思想、文化与政治的感想》，载林毓生：《思想与人物》，第439－468页，台北联经出版公司1994年
  - 雷颐：《“离散的研究”——与史华慈先生关于思想史研究的对话》，载雷颐：《取静集》，新华出版社1998年
  - 林同奇：《忆老友本·史华慈——希·普特南教授（Hilary Putnam）访谈录》

### 史华慈研究相关著作
- 史华慈思想研究 
  - 林毓生：《史华慈思想史学的意义》，《世界汉学》，2003年第2期
  - 林毓生：《史华慈著<中国与当今千禧年主义>导言》，《世界汉学》，2003年第2期
  - 林同奇：《他给我们留下了什么—史华慈史学思想初探》，《世界汉学》，2003年第2期
  - 林同奇：《孟子之心与性：史华慈与牟宗三的虚拟对话》，《中国哲学史》2003年第1期
  - 林同奇：《超越与内在——史华慈和李泽厚对孔子天、命观念的诠释》，载《世纪之交的宗教与宗教学研究》，湖北人民出版社，2000年，150-170页
  - 林同奇：《误读与歧见之间——评黄克武对史华慈严复研究的质疑》，《开放时代》2003年第6期
  - 朱政惠：《史华慈的中国学研究》，《历史教学问题》2003年第1期
  - 陈少明：《穿越理解的双重屏障——论史华慈的思想史观》，《开放时代》2001年第5期
  - 刘玉宇：《对两种思想史研究的考察——史华慈与葛瑞汉先秦思想史研究比较》，《现代哲学》，2004年第3期
  - 李美燕：《李约瑟与史华慈眼中的老子“自然观”》，《湖南师范大学社会科学学报》2003年11月
  - 李强：《严复与中国近代思想的转型——兼评史华慈<寻求富强：严复与西方>》，载刘桂生等编：《严复思想新论》，清华大学出版社1999年
  - 王健：《“严复现象”解读——兼与史华慈对话》，《原道》第5辑，1999年4月
  - 张福建：《文明的提升与沉沦：弥尔、严复与史华慈》，《开放时代》2003年第2期
  - 王文涛：《“毛主义”话语的起源、性质与内涵——简评史华慈<中国的共产主义运动与毛泽东的崛起>》,《湖南科技大学学报（社会科学版）》2005年3月

- 生平与追忆 
  - 朱政惠：《他乡有夫子—史华慈生平和学术谱略》，《湖南科技大学学报（社会科学版）》2005年3月
  - 田浩：《史华慈小传》，《开放时代》2001年第5期
  - 程钢：《跨越文化的思考——关于史华慈教授》，《世界汉学》，2003年第2期
  - 李欧梵：《哈佛两教授》，《万象》杂志2005年第6期
  - 柯文、梅谷、麦克法夸尔：《怀念史华慈》，《世界汉学》，2003年第2期
  - 孔飞力：《史华慈的历史贡献》，《世界汉学》，2003年第2期
  - 唐·普赖斯：《睿智的思想者》，《世界汉学》，2003年第2期
  - 布特菲尔德：《探寻中国革命史的真义》，《世界汉学》，2003年第2期
  - 斯坦伯格：《一个完美人格的典范》，《世界汉学》，2003年第2期
  - 李欧梵：《为学与为人的楷模》，《世界汉学》，2003年第2期
  - 梅谷：《道德良知和历史思考》，《世界汉学》，2003年第2期
  - 林毓生：《以仁心说　以学心听　以公心辩》，《世界汉学》，2003年第2期
  - 黎安友：《活在永恒的现在之中》，《世界汉学》，2003年第2期
  - 杜维明：《史华慈叙事的人文主义视界》，《世界汉学》，2003年第2期